# NGC 4161
NGC 4161 је спирална галаксија у сазвежђу Велики медвед која се налази на NGC листи објеката дубоког неба.
Деклинација објекта је + 57° 44' 15" а ректасцензија 12h 11m 32,9s. Привидна величина (магнитуда) објекта NGC 4161 износи 13,1 а фотографска магнитуда 13,8. NGC 4161 је још познат и под ознакама UGC 7191, MCG 10-18-2, CGCG 292-78, IRAS 12090+5800, PGC 38834.